# Analyse économique et historique des sociétés contemporaines
L'analyse économique et historique des sociétés contemporaines (AEHSC) était un enseignement des classes préparatoires économiques et commerciales, option économie. Elle s'inscrivait dans la continuité avec l'enseignement de Sciences économiques et sociales du lycée. Depuis la rentrée de 2013, elle a été remplacée par l'Économie, Sociologie et Histoire du monde contemporain (ESH).